# Крогулецкий сельский совет
Крогулецкий сельский совет (укр. Крогулецька сільська рада) — входит в состав
Гусятинского района
Тернопольской области
Украины.
Административный центр сельского совета находится в 
с. Крогулец.

## История
- 1583 — дата образования.

## Населённые пункты совета
- с. Крогулец